# Campti
Campti é uma cidade  localizada no estado americano de Luisiana, na Paróquia de Natchitoches.

## Demografia
Segundo o censo americano de 2000, a sua população era de 1057 habitantes.
Em 2006, foi estimada uma população de 1063, um aumento de 6 (0.6%).

## Geografia
De acordo com o United States Census Bureau tem uma área de
2,5 km², dos quais 2,5 km² cobertos por terra e 0,0 km² cobertos por água. Campti localiza-se a aproximadamente 35 m acima do nível do mar.

## Localidades na vizinhança
O diagrama seguinte representa as localidades num raio de 28 km ao redor de Campti.